# Regering-Malou
De regering-Malou II (16 juni 1884 - 26 oktober 1884) was een Belgische regering die werd samengesteld door de Katholieke Partij. Ze volgde de regering-Frère-Orban II op en werd opgevolgd door de regering-Beernaert. Deze regering betekende het begin van 61 jaar ononderbroken macht voor de katholieken. Tot 1916, gedurende 32 jaar, regeerde de partij alleen. Het was deze regering die het Ministerie van Onderwijs afschafte dat onder de vorige liberale regering werd opgericht (zie de schoolstrijd).
De regering kwam er na de tussentijdse Kamerverkiezingen van 10 juni 1884, die de zittende liberale regering afstrafte. De liberalen hadden nog een meerderheid in de Senaat, die daarop ontbonden werd. De Senaatsverkiezingen van 8 juli 1884 gaven toen ook een overwinning voor de katholieken.
De wet-Jacobs van 30 augustus 1884 hief de staatsmonopolie over onderwijs op. Gemeentebesturen mochten voortaan neutrale (staats)scholen vervangen door "vrije" scholen, met leraren zonder diploma en met godsdienst als vak.
In augustus en september waren er protesten vanwege liberalen in Brussel. Het liberale stadsbestuur van Brussel, met burgemeester Karel Buls, was ook tegen de onderwijspolitiek.
Bij de gemeenteraadsverkiezingen van 19 oktober 1884 boekten de liberalen echter winst, waarop Koning Leopold II de regering deed aftreden. In de plaats kwam de regering-Beernaert.

## Samenstelling
De regering-Malou telde zeven ministers.
| Ambtsbekleder | Ambtsbekleder | Ambtsbekleder                     | Functie                                          | Partij            |
| ------------- | ------------- | --------------------------------- | ------------------------------------------------ | ----------------- |
|               |               | Jules Malou (1810-1886)           | Minister Financiën                               | Katholieke Partij |
|               |               | August Beernaert (1829-1912)      | Minister Landbouw, Nijverheid en Openbare Werken | Katholieke Partij |
|               |               | Victor Jacobs (1838-1891)         | Minister Binnenlandse Zaken                      | Katholieke Partij |
|               |               | Charles Woeste (1837-1922)        | Minister Justitie                                | Katholieke Partij |
|               |               | Alphonse de Moreau (1840-1911)    | Minister Buitenlandse Zaken                      | Katholieke Partij |
|               |               | Charles Pontus (1829-1907)        | Minister Oorlog                                  | extraparlementair |
|               |               | Jules Vandenpeereboom (1843-1917) | Minister Spoorwegen, Posterijen en Telegrafen    | Katholieke Partij |